# 리사 수
리사 추팡 수(영어: Lisa Tzwu-Fang Su, 중국어 간체자: 苏姿丰, 정체자: 蘇姿丰, 병음: Sū Zīfēng 쑤쯔펑[*], 한자음: 소자봉, 1969년 11월 7일 ~ )는 미국의 억만장자 기업 임원이자, 컴퓨터 과학자이며, 전기공학자로, 반도체 기업인 어드밴스트 마이크로 디바이시스(AMD)의 사장이자 최고경영자(CEO) 겸 이사회 의장이다.
수는 대만에서 태어나 어린 시절 미국으로 이주했다. MIT에서 세 개의 학위를 취득한 후, 그녀는 텍사스 인스트루먼트, IBM, 프리스케일 세미컨덕터에서 엔지니어링 및 관리직을 역임했다. 그녀는 IBM 반도체 연구 개발 센터의 부사장으로 재직하는 동안 실리콘 온 인슐레이터 반도체 제조 기술 및 더욱 효율적인 반도체 칩 개발에 기여한 것으로 알려져 있다. 수는 더 비즈니스 카운슬(The Business Council)의 회원이기도 하다.
수는 2012년 AMD에 합류하여 AMD 글로벌 사업부의 선임 부사장과 최고운영책임자 등의 직책을 맡은 후 2014년 10월 AMD의 사장 겸 CEO로 임명되었다. 그녀는 이전에 시스코 시스템즈 이사회에서 활동했으며, 현재는 미국 반도체 산업 협회 이사회에 소속되어 있으며, IEEE의 펠로우이기도 하다.
수많은 상과 표창을 받았으며, 수는 2014년 EE 타임즈에서 올해의 경영자로 선정되었고, 2017년 포춘지에서 세계에서 가장 위대한 리더 중 한 명으로 선정되었으며, 2014년 타임지 선정 올해의 CEO로 선정된 최초의 여성이었다. 그녀는 또한 2021년 IEEE 로버트 노이스 메달을 받은 최초의 여성이 되었다. AMD CEO 재직 기간 동안 AMD의 시가총액은 약 30억 달러에서 2000억 달러 이상으로 성장했다. 또한 AMD는 처음으로 인텔을 시가총액에서 추월했다. 2024년, 수는 산업기술연구원 (ITRI)의 펠로우로 선정되었다.

## 어린 시절과 교육
리사 쯔우팡 수는 1969년 11월 타이난, 대만에서 태어났다. 그녀는 대만 푸젠어를 사용하는 가정에서 태어났다. 그녀는 3살 때 부모인 수춘화이(蘇春槐)와 샌디 로(羅淑雅)와 함께 미국으로 이민을 갔다. 그녀와 그녀의 남동생은 어릴 때부터 수학과 과학을 공부하도록 격려받았다. 그녀가 7살 때, 은퇴한 통계학자인 아버지는 그녀에게 곱셈표를 물어보기 시작했다. 회계사였고 나중에 기업가가 된 어머니는 그녀에게 사업 개념을 가르쳐주었다.
수는 어릴 때부터 엔지니어가 되려고 했다. 그녀는 "사물이 어떻게 작동하는지에 대해 엄청난 호기심을 가졌다"고 회상했다. 10살 때 그녀는 남동생의 리모컨 자동차를 분해하고 고치기 시작했으며, 중학교 때 그녀는 첫 컴퓨터인 애플 II를 소유했다. 그녀는 뉴욕에 있는 브롱크스 과학고등학교에 다녔고, 1986년에 졸업했다.
수는 1986년 가을 MIT에 입학하여 전기공학 또는 컴퓨터 과학을 전공할 생각이었다. 그녀는 전기공학을 선택했는데, 이는 가장 어려운 전공처럼 보였기 때문이라고 회상했다. 1학년 때 그녀는 학부 연구 기회 프로그램 (UROP)을 통해 "대학원생들을 위한 실리콘 웨이퍼 테스트 제조" 학부 연구 조교로 일했다. 이 프로젝트와 아날로그 디바이스에서의 여름 일자리는 그녀의 반도체에 대한 관심을 불러일으켰다. 그녀는 학업 내내 이 주제에 집중했으며, 많은 시간을 연구실에서 제품을 설계하고 조정하는 데 보냈다.
전기공학 학사 학위를 취득한 후, 수는 1991년 MIT에서 전기공학 석사 학위를 취득했다. 1990년부터 1994년까지 그녀는 전기공학 박사 학위를 공부했다. 박사 지도 교수로는 디미트리 A. 안토니아디스와 제임스 E. 정이 있었다. MIT 테크놀로지 리뷰는 박사 과정 학생으로서 수가 "당시 검증되지 않은 기술이었던 실리콘 온 인슐레이터 (SOI) 기술을 처음으로 연구한 학자 중 한 명이었으며, 이 기술은 절연 재료 층 위에 트랜지스터를 구축하여 효율을 높이는 방식이었다"고 보도했다. 그녀는 1994년 MIT에서 전기공학 박사 학위를 취득했다. 그녀의 학위논문 제목은 "초미세 실리콘 온 인슐레이터 (SOI) MOSFET"이었다.

## 경력
수는 아날로그 디바이스, 시스코 시스템즈, 글로벌 반도체 연합 및 미국 반도체 산업 협회의 이사회에서 활동했다. 2016년 기준으로 그녀는 40개 이상의 기술 논문을 발표했으며, 차세대 가전제품에 대한 책의 한 장을 공동 집필했다.

### 1994–1999: 텍사스 인스트루먼트 및 IBM R&D
1994년 6월, 수는 텍사스 인스트루먼트의 기술 스태프가 되었고, 1995년 2월까지 회사의 반도체 공정 및 소자 센터 (SPDC)에서 일했다. 그 달, IBM은 수를 소자 물리학 전문 연구원으로 고용했으며, 그녀는 IBM 반도체 연구 개발 센터의 부사장으로 임명되었다.
IBM 재직 기간 동안, 수는 반도체 칩에 알루미늄 대신 구리 연결을 작동시키는 "레시피"를 개발하는 데 "결정적인 역할"을 했다. 이는 "생산 과정에서 구리 불순물이 장치를 오염시키는 것을 방지하는 문제"를 해결하는 것이었다. 수는 다양한 IBM 설계 팀과 장치의 세부 사항을 논의하면서 "내 전문 분야는 구리가 아니었지만, 문제가 있는 곳으로 옮겨갔다"고 설명했다. 구리 기술은 1998년에 출시되었으며, 이는 새로운 산업 표준을 가져왔고, 기존 버전보다 최대 20% 빠른 칩을 만들어냈다.

### 2000–2007: IBM 신제품 사업부
2000년, 수는 IBM의 CEO인 루 거스너의 기술 보조원으로 1년간 배정되었다. 이후 그녀는 신제품 프로젝트 이사 직책을 맡으며 "기본적으로 나는 나 자신을 책임지는 이사였고, 그룹에 다른 사람은 아무도 없었다"고 말했다. IBM 신제품 사업부의 책임자 겸 설립자로서 수는 내부 스타트업을 운영하고 10명의 직원을 고용하여 바이오칩 및 "저전력 및 광대역 반도체"에 집중했다. 그들의 첫 번째 제품은 전화 및 기타 휴대용 기기의 배터리 수명을 향상시키는 마이크로프로세서였다. MIT 테크놀로지 리뷰는 그녀의 신제품 사업부에서의 공헌 등을 이유로 2001년 그녀를 "35세 미만의 최고 혁신가"로 선정했다.
그녀의 사업부를 통해 수는 소니 및 도시바와 차세대 칩을 개발하기 위한 협력에서 IBM을 대표했다. 쿠타라기 켄은 협력팀에게 "게임기 프로세서의 성능을 1,000배 향상"시키도록 지시했고, 수의 팀은 결국 9개 프로세서 칩 아이디어를 내놓았는데, 이는 나중에 플레이스테이션 3와 같은 장치에 전원을 공급하는 셀 마이크로프로세서가 되었다. 그녀는 IBM 반도체 연구 개발 센터의 부사장직을 계속 수행했으며, 2007년 5월까지 그 직책을 맡았다.

### 2007–2011: 프리스케일 세미컨덕터
수는 2007년 6월 프리스케일 세미컨덕터에 CTO로 합류하여 2009년 8월까지 회사의 연구 개발을 총괄했다. 2008년 9월부터 2011년 12월까지 그녀는 프리스케일의 네트워킹 및 멀티미디어 그룹 선임 부사장 겸 총괄 책임자였으며, 회사의 임베디드 통신 및 애플리케이션 프로세서 사업의 글로벌 전략, 마케팅 및 엔지니어링을 담당했다. 회사의 네트워킹 칩 사업부 책임자로서, EE 타임즈는 그녀가 프리스케일이 "정리"하는 데 도움을 주었으며, 회사가 2011년 IPO를 신청했다고 평가했다.

### 2012–2014: AMD 임명
수는 2012년 1월 AMD의 선임 부사장 겸 총괄 책임자가 되어, 회사의 글로벌 사업부 및 AMD 제품의 "종합적인 사업 실행"을 총괄했다. 다음 2년 동안 그녀는 PC 시장을 넘어 회사의 다각화를 추진하는 데 "두드러진 역할"을 했으며, 마이크로소프트 및 소니와 협력하여 엑스박스 원 및 플레이스테이션 4 게임 콘솔에 AMD 칩을 탑재하는 작업을 포함했다.
2014년 10월 8일, AMD는 로리 리드를 대신하여 수의 사장 겸 CEO 임명을 발표했다. 수는 회사를 위한 그녀의 계획이 "올바른 기술 투자"에 집중하고, 제품 라인을 간소화하며, 다각화를 계속하는 것을 포함한다고 밝혔으며, 또한 회사를 "단순화"하고 신기술 개발을 가속화하기를 원한다고 주장했다. 많은 분석가들은 수의 자격을 높이 평가하며, AMD가 수가 "광범위한 경험"을 가진 제품 분야에서 성장을 추구하고 있다는 점을 지적하며 그녀의 임명을 칭찬했다.

### 2015–2016: AMD 다각화

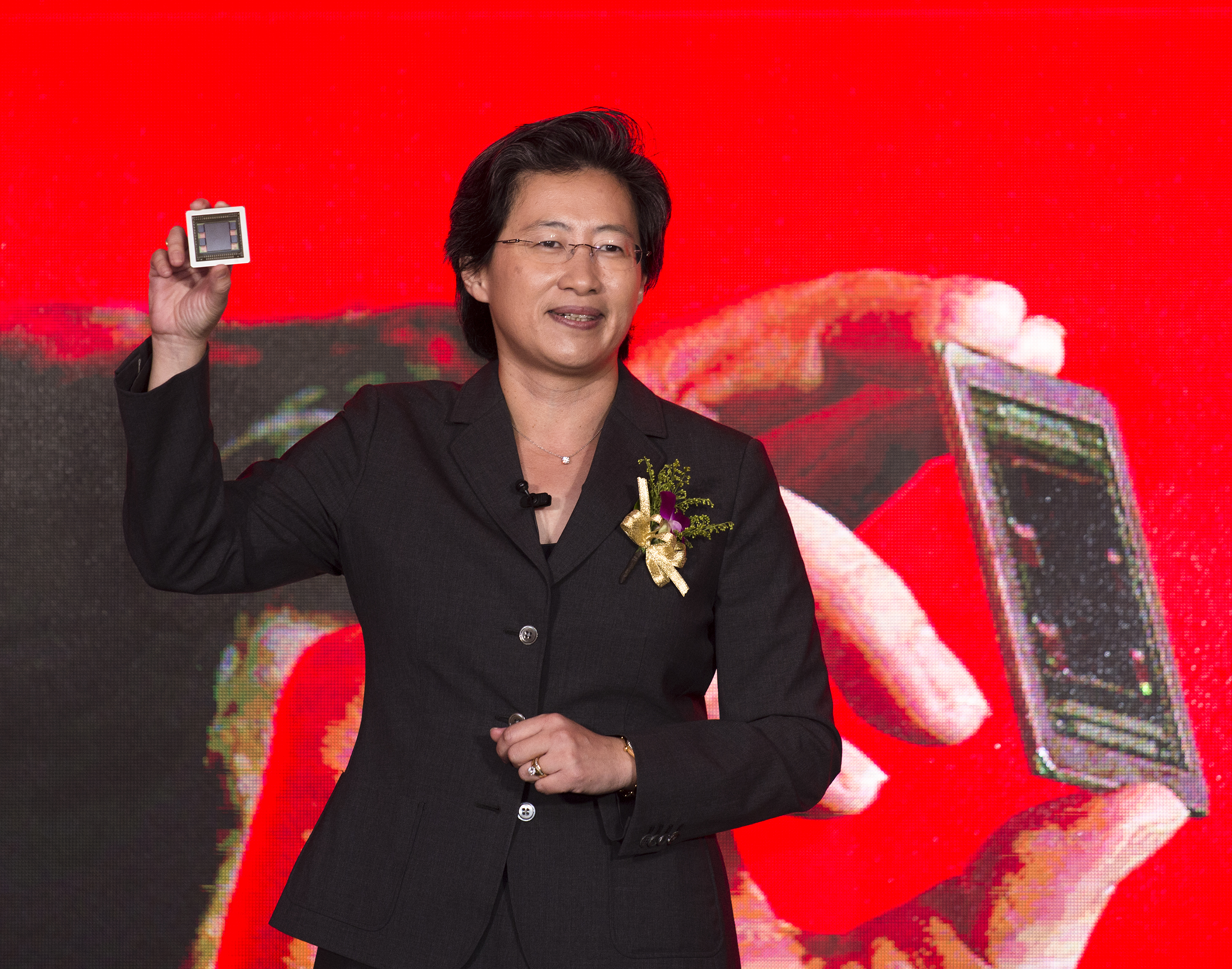
2015년 6월의 수

수가 2012년 AMD에 합류했을 때, 매출의 약 10%가 PC가 아닌 제품에서 나왔다. 2015년 2월까지 AMD 매출의 약 40%가 비디오 게임 콘솔 및 임베디드 시스템과 같은 비PC 시장에서 나왔다. 2015년 5월, 수와 다른 AMD 임원들은 회사의 장기 전략을 발표하여 게임, 데이터센터, "몰입형 플랫폼" 시장이라는 세 가지 성장 영역에 고성능 컴퓨팅 및 그래픽 기술 개발에 집중할 것을 밝혔다.
2016년 1월, 수는 AMD가 새로운 마이크로프로세서, 제품, 가속 처리 장치(APU), 그래픽 칩 및 미공개 비디오 게임 콘솔용 반맞춤형 칩 설계를 만들기 위해 새로운 핀펫 기반 칩을 개발 중이라고 발표했다. 2016년 7월 AMD가 강력한 매출 성장을 보고하면서 AMD의 주가는 급등했다. 포춘은 "인상적인" 통계를 수의 공으로 돌리며, 그녀가 "복귀 계획을 계속 실행하고 있으며... 그래픽 및 비디오 게임 콘솔 칩 분야에서의 주요 성과가 실적을 끌어올렸고, 중국에서 서버 칩 설계를 라이선스하는 현명한 거래도 한몫했다"고 밝혔다.

### 2017년–현재: 라이젠
2017년 2분기에 젠 칩이 처음 출시된 후, AMD의 CPU 시장 점유율은 거의 11%로 급증했다. 라이젠 CPU는 다양한 언론 매체로부터 호평을 받았으며, 특히 인텔 제품보다 훨씬 저렴한 가격으로 높은 스레드 수를 제공한다는 점이 강조되었고, 고성능 컴퓨팅 시장에서는 AMD의 라이젠 스레드리퍼 워크스테이션 프로세서 라인이 주목받았다. 수는 AP의 연례 CEO 보상 조사에서 2019년 5,850만 달러의 보상 패키지를 받아 처음으로 1위에 오른 여성이 되었다.
2022년 2월, 수는 보고된 490억 달러 규모의 FPGA 및 프로그래머블 시스템 온 칩 제조업체 자일링스 인수를 완료한 후 AMD의 의장이 되었다.
2023년, 수의 AMD로부터의 총 보상은 3,030만 달러였으며, 이는 CEO와 중간 직원 간의 임금 격차가 238 대 1임을 나타낸다.

## 수상 및 영예

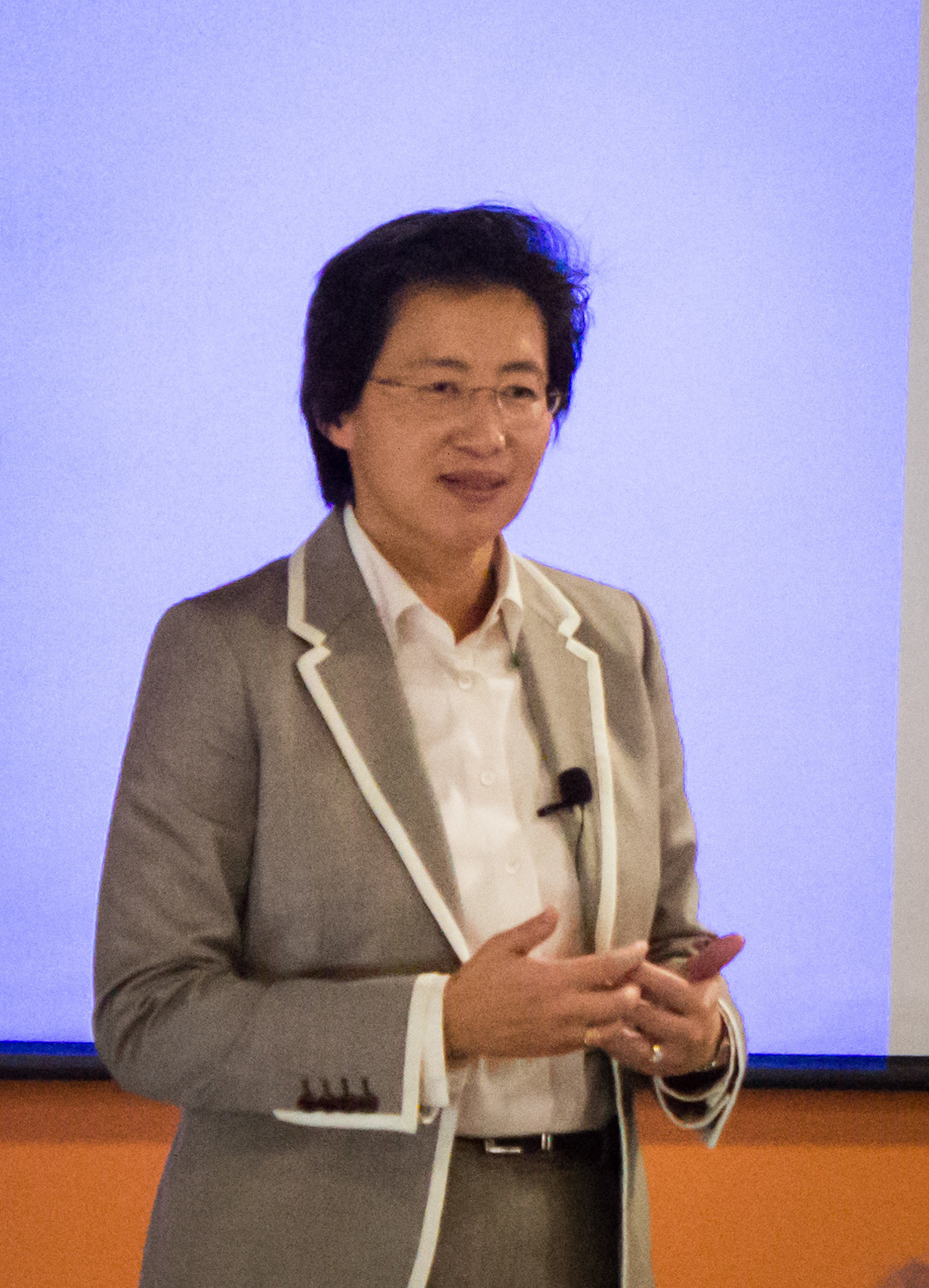
2014년 11월의 수

수는 경력 전반에 걸쳐 여러 상을 받았다. 2002년 그녀는 MIT 테크놀로지 리뷰에 의해 "젊은 혁신가 100인" 중 한 명으로 선정되었고, 다음 해에는 YWCA로부터 비즈니스 분야에서 뛰어난 업적을 인정받아 상을 받았다. 2009년 수는 40개 이상의 기술 논문을 발표한 공로로 IEEE 펠로우로 선정되었다. 수는 EE 타임즈와 EDN 2014 ACE 어워드에서 "2014년 올해의 경영자"로 선정되었다.
2015년, SFGate는 그녀를 새로운 혁신적인 비즈니스 모델과 관행을 통해 세상을 더 나은 곳으로 만들고 사회적, 경제적 변화를 이끌고자 노력하는 리더들에게 수여하는 첫 번째 올해의 비전가상 후보로 지명했다.
2016년, 그녀는 National Diversity Council에 의해 "기술 분야에서 가장 영향력 있는 여성 50인" 중 한 명으로 선정되었고, Asia American Business Development Center로부터 Pinnacle Award를 받아 "비즈니스 분야에서 뛰어난 아시아계 미국인 50인"에 이름을 올렸다.
2017년, 수는 HPCWire에서 "주목할 만한 인물"로, Institutional Investor Magazine에서 "최고 반도체 CEO"로, 포춘에서 "세계에서 가장 위대한 리더"로 선정되었다. 수는 다시 National Diversity Council에 의해 "기술 분야에서 가장 영향력 있는 여성 50인" 중 한 명으로 선정되었다.
2018년, 수는 UPWARD "올해의 여성상", 그레이터 오스틴 아시아 상공회의소의 "평생 공로상"을 받았으며, 국립 공학 아카데미에 선출되었고, 포춘지 선정 "올해의 비즈니스 인물" 6위, 글로벌 반도체 연합 "모리스 창 모범 리더십 상", 그리고 포브스 미국 기술 분야 여성 50인에 선정되었다. 그녀는 또한 글로벌 반도체 연합의 이사회 의장으로 임명되었다.
2019년, 수는 바론즈에 의해 "2019년 세계 최고의 CEO" 중 한 명으로, 포춘지 선정 "비즈니스에서 가장 영향력 있는 여성" 44위, 하버드 비즈니스 리뷰 선정 "세계에서 가장 실적이 좋은 CEO" 26위, 그리고 블룸버그 비즈니스위크 "블룸버그 50인"에 선정되었다.
수는 2019년에 S&P 500 지수에 등재된 500대 상장 미국 기업의 CEO 중 가장 높은 보수를 받았다. AP와 에퀼라가 2011년부터 발표하는 연례 보고서에 따르면 수는 2019년에 5,850만 달러를 받았다. 이 금액은 주로 일회성 주식 보상 때문이다.
그녀는 2020년 반도체 산업 협회의 로버트 N. 노이스 상을 수상했다. 또한 2020년에는 미국 예술 과학 아카데미에 선출되었다. 그녀는 2020년 기술 리더십 애비 상 수상자였다. 그녀는 실리콘 밸리 리더십 그룹으로부터 실리콘 밸리 평생 공로상을 수상했다. 그녀는 또한 포춘 올해의 비즈니스 인물 2위에 올랐다. 2020년, 수는 카네기 재단에 의해 위대한 이민자 상 수상자로 선정되었다.
2021년, 수는 미국 대통령 과학기술자문위원회 위원으로 임명되었고, 여성 기술 명예의 전당에 헌액되었다. 수는 이어서 IEEE 로버트 N. 노이스 메달을 수상하며 이 상을 받은 최초의 여성이 되었고, 포브스 선정 가장 영향력 있는 여성 100인 중 49위에 이름을 올렸다. 이는 2014년 CEO가 된 이후 AMD 주식의 25배 증가에 대한 공로로 인정받았다. 2022년, 수는 고성능 컴퓨팅 혁명, 감염병 연구를 위한 슈퍼컴퓨팅 능력 기부, 그리고 모든 배경의 사람들이 STEM 분야에서 경력을 쌓도록 영감을 준 공로로 국제 평화 명예상 수상자로 선정되었다.
2022년 MIT는 나노 기술 연구 전용으로 건설된 신축 건물 12호에 그녀의 이름을 따서 명명했다.
2023년, 수는 포브스 선정 "세계에서 가장 영향력 있는 여성 100인" 목록에서 49위를 차지했다.
그녀는 2023년 포춘지 선정 가장 영향력 있는 여성 목록에서 12위를 차지했다.
수는 타임지 선정 2024년 "AI 분야에서 가장 영향력 있는 100인" 목록과 파이낸셜 타임스지 선정 2024년 가장 영향력 있는 여성 25인 목록에 포함되었다. 그녀는 또한 2024년 타임지 선정 올해의 CEO로 선정되었다.

## 개인 생활
수와 그녀의 남편 대니얼 린(중국어: 丹尼爾‧林)은 오스틴에 거주한다. 수와 엔비디아 공동 창립자 겸 CEO인 젠슨 황은 사촌 간이다. 수의 외할아버지는 황의 어머니의 큰오빠이다.
2024년 기준으로 수는 10억 달러 이상의 순자산을 보유한 것으로 추정된다.

## 같이 보기
- IBM
- 타이난시